# プラユキ・ナラテボー
プラユキ・ナラテボー（Phra Yuki Naradevo）は、タイ上座部仏教の日本人僧侶、開発僧。出家前の俗名は坂本秀幸。

## 経歴
1962年、埼玉県本庄市生まれ。
上智大学文学部哲学科に在学中、「解放の神学」を実践するカトリック司祭ルベン・アビト教授に師事し、障害者支援やNGOであるRASA（アジアの農村と連帯する会）の活動に携わる。
上智大学卒業後、タイのチュラロンコン大学大学院に留学し、「農村開発におけるタイ僧侶の役割」を研究。その傍ら、NGOで他者のためを思って活動していたが、自分の心の開発を疎かにしていたために、やればやるほど疲弊する状況にあった。そんな折に出会ったタイの開発僧たちの姿に魅かれ、出家を決意する。
1988年7月、ルアンポー・カムキアン師の下で出家。スカトー寺副住職を務める。6年間、頭陀行を行いながら開発僧として活動する一方、チャルーン・サティ（気づきの瞑想）など各種の瞑想を学ぶ。
1994年、ルアンポー・カムキアン師の渡米に通訳兼アシスタントとして同行、中国系寺院に半年間滞在して瞑想指導を行う。
1995年、出家後初めて日本に帰国し、在日タイ人の支援活動や、日本人に向けた瞑想指導を開始。1999年頃にかけて毎年日本を訪れ、各地のタイ人コミュニティを徒歩で巡る。
近年、ブッダの教えをベースにした心理療法的なアプローチにも取り組み、自身が副住職をつとめるスカトー寺で定期的に開催されている医師や看護師、理学療法士など医療従事者のためのリトリート（瞑想合宿）でも指導を担当する。たびたび日本にも招かれて帰国し、各地の大学や寺院、カルチャーセンターでの講演や、有志による瞑想会などで活動している。

## 著作

### 単著
- 『「気づきの瞑想」を生きる』　佼成出版社、2009年
- 『苦しまなくて、いいんだよ。』　PHP研究所、2011年　のちEvolvingより電子書籍化、2015年
- 『自由に生きる』　サンガ、2015年12月、ISBN 978-4865640410
- 『仕事に効く！仏教マネジメント』　Evolving、2016年6月

### 共著
- 『脳と瞑想』　篠浦伸禎との共著、サンガ、2014年　のち同社より新書化、2016年
- 『自由になるトレーニング』　イケダハヤトらとの共著、Evolving、2016年3月
- 『悟らなくたって、いいじゃないか』　魚川祐司との共著、幻冬舎、2016年10月
- 『僧侶が語る死の正体』　ネルケ無方らとの共著、サンガ、2017年1月
- 『実践! ! 瞑想の学校』　ネルケ無方らとの共著、サンガ、2017年6月
- 『仏教サイコロジー （魂を癒すセラピューティックなアプローチ）』　藤田一照との共著、サンガ、2018年10月 ISBN 978-4865641332

### 監訳
- 『「気づきの瞑想」で得た苦しまない生き方』　カンポン・トーンブンヌム著、浦崎雅代訳、上田紀行監修・序、佼成出版社、2007年